# جي بارانا (لاعب كرة قدم)
جي بارانا (بالبرتغالية: Ji-Paraná) هو لاعب كرة قدم برازيلي في مركز الوسط، ولد في 11 يونيو 1987 في جي بارانا في البرازيل. شارك مع منتخب البرازيل تحت 20 سنة لكرة القدم. أما مع النوادي، فقد لعب مع غيور تورنا أوزتالي ونادي اتحاد كلباء ونادي الميناء ونادي إنترناسيونال ونادي برازيليا ونادي غواراني ونادي كورينثيانز ونادي واكر إنسبروك.

## وصلات خارجية
- جي بارانا (لاعب كرة قدم) على موقع الاتحاد الدولي (مؤرشف)  (الإنجليزية)
- جي بارانا (لاعب كرة قدم) على موقع قاعدة بيانات كرة القدم.إي يو (الإنجليزية)